# Brat (album)
Brat – szósty album studyjny angielskiej piosenkarki i autorki tekstów Charli XCX, wydany 7 czerwca 2024 nakładem Atlantic Records. W produkcji albumu uczestniczyli, między innymi, Charli XCX, jej narzeczony George Daniel, A.G. Cook, Finn Keane i Cirkut. Album czerpie inspiracje z angielskiej sceny muzyki rave z lat dwutysięcznych, z bardziej agresywnym brzmieniem niż jej poprzedni album z 2022, Crash. Wydanie albumu poprzedzily single: „Von Dutch”, „360”, „Club classics” i „B2b”. 
10 czerwca 2024 roku, 3 dni po wydaniu albumu, została wydana jego wersja deluxe, Brat and It's the Same but There's Three More Songs So It's Not, która zawierała 3 dodatkowe utwory.
Album zebrał bardzo pozytywne recenzje i oceny szeregu magazynów muzycznych, spośród których 11 (The A.V. Club, DIY, Dork, The Guardian, laut.de, musicOMH, The Needle Drop, PopMatters, The Skinny, Sputnikmusic i The Telegraph) dało mu maksymalne noty.
Zajął czołowe lokaty na listach przebojów, w tym najwyższe na: australijskiej, chorwackiej, irlandzkiej, nowozelandzkiej i brytyjskiej.
Motyw graficzny okładki i jej kolorystyka szybko zyskały popularność za pośrednictwem Internetu pojawiając się jako motyw szeregu produktów, trend ten podchwyciły również takie marki jak Amazon, Duolingo, Google i Netflix, tworząc własne memy „brat”. Motyw wykorzystany został też w polityce: 22 lipca Charli XCX opublikowała na platformie X slogan „kamala IS brat”, wyrażając tym samym poparcie dla kandydatury Kamali Harris w wyborach prezydenckich w Stanach Zjednoczonych.
Charli XCX, zachęcona powodzeniem wydawnictwa, wydała 11 października tego samego  roku jego wersję remiksową, Brat and It's Completely Different but Also Still Brat.
Album zajął również czołowe lokaty w rankingach końcoworocznych, sporządzanych przez agregatory recenzji, magazyny muzyczne i działy muzyczne gazet, spośród których 24 umieściły go na 1. miejscu.
W Kanadzie, Nowej Zelandii i Wielkiej Brytanii uzyskał certyfikat platynowej, a w Australii, Francji, Hiszpanii, Polsce i Portugalii – złotej płyty.
Znalazł się na liście 12 albumów nominowanych do nagrody Mercury Prize w kategorii: Album Roku (Nagrodę zdobył zespół English Teacher debiutanckim albumem This Could Be Texas). Został nominowany do nagrody Grammy w 7 kategoriach) zdobywając ostatecznie nagrody w kategoriach: Best Dance/Electronic Album i Best Recording Package.

## Album

### Promocja i wydanie
W lutym 2023 roku Charli XCX ujawniła, że podpisała nowy kontrakt nagraniowy na wydanie dwóch albumów nie ujawniając jednak nazwy wytwórni. Niektórzy fani sugerowali, że mogła podpisać kontrakt z niezależną wytwórnią Dirty Hit. Ostatecznie okazało się, że był to kontrakt z poprzednią wytwórnią, Atlantic Records, podpisany po tym, jak Charli XCX oceniła, że zaoferowane przez tę wytwórnię warunki finansowe dotyczące udziału artysty w majątkowych prawach autorskich są lepsze, niż te, które zaoferowała jej Interscope Records. 
22 lutego 2024 rokuCharli XCX dała w nowojorskim Boiler Room występ didżejski. Towarzyszyli jej: producent wykonawczy A.G. Cook, jej narzeczony i współautor, George Daniel z zespołu The 1975 oraz producent Easyfun. W trakcie występu artystka zaprezentowała po raz pierwszy niektóre piosenki z nowego albumu. Aby utrzymać fanów w napięciu, wszystkie ich wersje opracowała jako remiksy. Jej występ pobił rekord największej liczby potwierdzeń obecności w historii Boiler Room, zarejestrowanych w ciągu kilku godzin od momentu ogłoszenia. „Jako autorka muzyki pop uważam to za ekscytujące” – stwierdziła przy okazji artystka dodając: „Fajnie było wykorzystać Boiler Room jako przestrzeń do zademonstrowania, że artyści często tworzą pięć różnych wersji piosenki, a piosenka, która jest wydana, nie jest jedyną”.
28 lutego ogłosiła na Instagramie, że jej szósty, pełnometrażowy album studyjny, zatytułowany Brat ukaże się tego lata. Będzie się składał z 15 piosenek i trwał 41:23 minut. Dzień wcześniej artystka zapowiedziała, że pierwszym singlem promującym album będzie prawdopodobnie „Von Dutch”. 29 lutego singiel ten został opublikowany.
3 kwietnia, Charli XCX zaprezentowała dwa single z nadchodzącego albumu: „Club classics” i „B2b”.
10 maja opublikowała teledysk do swojego kolejnego singla, „360”. Do jego realizacji zaangażowała cztery artystki: Chloë Sevigny, Julię Fox, Gabrielle i Rachel Sennott, uczestniczące w przyjęciu obiadowym, które zamieniło się w stłuczkę pięciu samochodów. 31 maja natomiast udostępniła nowy remiks tego singla, w którym wystąpili szwedzcy artyści: Robyn i Yung Lean.

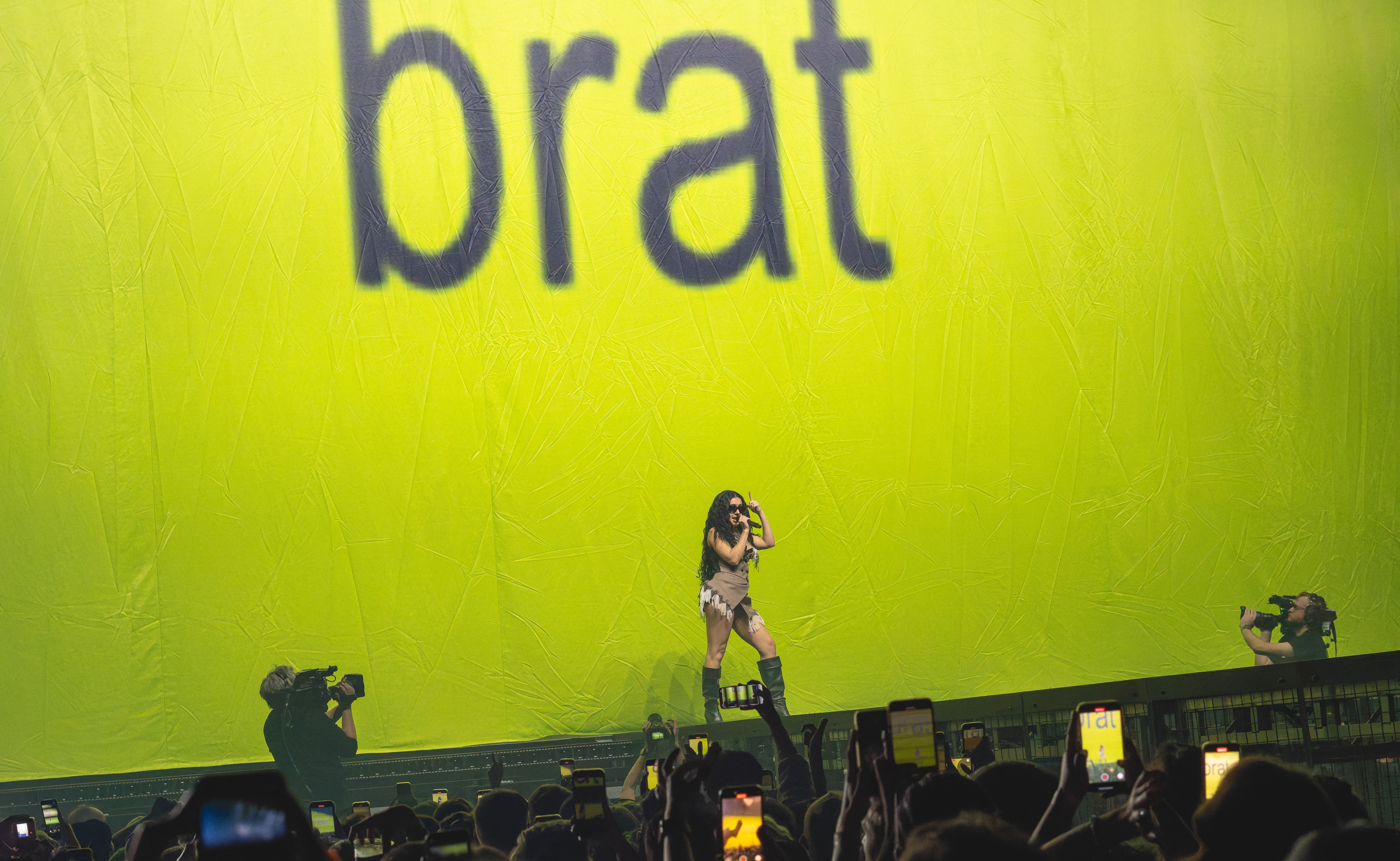
Charli XCX promująca album podczas koncertu w Birmingham (29 listopada 2024)

Na początku czerwca, podczas festiwalu Primavera Sound w Barcelonie wykonała dwa niepublikowane utwory, „365” i „Everything is Romantic”, pochodzące z nowego albumu.
Album został wydany 7 czerwca 2024 nakładem Atlantic Records. 
24 września w nowojorskiej Madison Square Garden Charli XCX i Troye Sivan dali wspólny koncert w ramach swojej jedynej w Stanach Zjednoczonych trasy koncertowej „Sweat”. W trakcie występu wykonywali na przemian wiązanki swoich piosenek, wśród nich te pochodzące z Brat.
W listopadzie artystka została nominowana do nagrody Grammy w 7 kategoriach, a pod koniec miesiąca wystąpiła w podwójnej roli, jako gość muzyczny i gospodarz w Saturday Night Live.
22 stycznia 2025 roku ukazała się nakładem Warner Music Japan japońska wersja albumu z bonusowym utworem „Talk Talk (Featuring – Troye Sivan)”.

### Tytuł
Charli XCX wyjaśniła tytuł swojego szóstego albumu studyjnego, „brat” (pol. „bachor”) w klipie na TikToku: „Jesteś po prostu jak ta dziewczyna, która jest trochę niechlujna i lubi imprezować, a może czasami mówi głupie rzeczy, która czuje się sobą, ale może też ma załamanie. Ale tak jakby imprezuje, jest bardzo szczera, bardzo dosadna. Trochę zmienna. Robi głupie rzeczy. Ale to bachor. Jesteś bachorem. To jest bachor”. 

### Okładka
Okładka albumu ma formę limonkowego kwadratu z napisem „brat”, wydrukowanym lekko rozmytą czcionką Arial. Charli XCX wpadła na pomysł takiej właśnie okładki 16 marca 2022 roku, kiedy wysłała SMS-a do moich przyjaciół: „Myślę, że na okładce albumu powinno być tylko jedno słowo… Może powinno ono brzmieć brat”. Inspiracji do koloru (Pantone 3570-C) dostarczyła jej neonowa ulotka z lat 90., tytuł zaś nawiązywał do komedii Ciastko z niespodzianką Gregga Arakiego z 2007 roku. Ostateczna decyzja co do okładki zapadła w porozumieniu z Imogene Strauss, wieloletnią dyrektor kreatywną Charli XCX; obie uznały, że jest ona wystarczająco „głośna”, aby wyróżniać się w sklepie płytowym. Jak wyjaśniła  Strauss: „Zrobiłyśmy setki wersji tej okładki. Wiedziałyśmy, że będzie to [kolor] zielony, ale rozmowy na temat odcienia zieleni trwały tygodniami… Istnieje tak wiele wersji, które istniały przed finałem. Przeanalizowałyśmy każdy pojedynczy element: gdzie ten kolor był wcześniej używany, jakie są jego skojarzenia, kto na niego reaguje i jak”. Kiedy około sześć miesięcy później w Meksyku zaczęła pisać muzykę do albumu, użyła tytułu „brat” jako punktu wyjścia do postawy i bezwstydu, które chciała ucieleśnić w każdej piosence.

#### Marketing

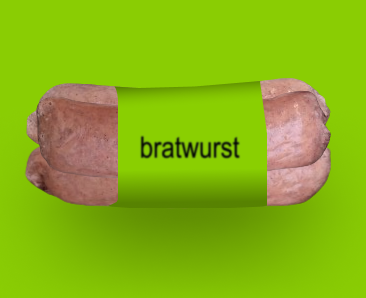
Kiełbaski Bratwurst

Motyw graficzny okładki i jej kolorystyka szybko zyskały popularność za pośrednictwem Internetu pojawiając się jako motyw wieszaków, kolczyków, szamponów, koszulek, proszku do prania, oliwa z oliwek czy znaków drogowych. Takie  marki jak Amazon, Duolingo, Google i Netflix podchwyciły ten trend, tworząc własne memy „brat”. Firma produkująca wegańskie kiełbaski Field Roast stworzyła nawet reklamy z limonkowymi opakowaniami, na których widnieje słowo „bratwurst” w czcionce Arial.
W ramach kampanii promocyjnej albumu jedna z obszernych ścian w nowojorskim Greenpoint została pomalowana w limonkowym kolorze, a Charli XCX w dniach 2 maja – 1 lipca wykorzystywała ją jako swoiste płótno, aby informować lokalnych fanów i cały Internet o swoich nowych wydawnictwach i nastrojach, transmitując aktualizacje malarzy w czasie rzeczywistym na TikToku. 10 czerwca, w dniu premiery wersji deluxe, Brat and It's the Same, But There's Three More Songs, So It's Not ściana, odpowiednio do niej, zmieniła swój kolor na biały. Zyskała przydomek „brat wall”, a fani masowo przychodzili do niej, aby robić zdjęcia i oglądać aktualizacje.

#### Poparcie dla Kamali Harris

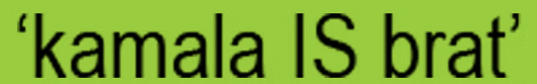
Baner profilowy Kamali Harris

22 lipca Charli XCX opublikowała na platformie mediów społecznościowych X „kamala IS brat”, wyrażając tym samym poparcie dla kandydatury Kamali Harris w wyborach prezydenckich w Stanach Zjednoczonych. Oficjalna strona kampanii prezydenckiej Harris na X szybko zareagowała na ten wpis, zmieniając swój baner profilowy, aby dopasować go do marki „brat” ze słowami: „kamala hq”. Sztab wyborczy Harris dzięki temu wsparciu liczył na zaangażowanie młodszych wyborców i przyciągnięcie młodzieży do Partii Demokratycznej i w efekcie na przełom, jeśli chodzi frekwencję wyborczą tej grupy wiekowej w nadchodzących wyborach.

#### Koniec ery Brat Summer (2025)

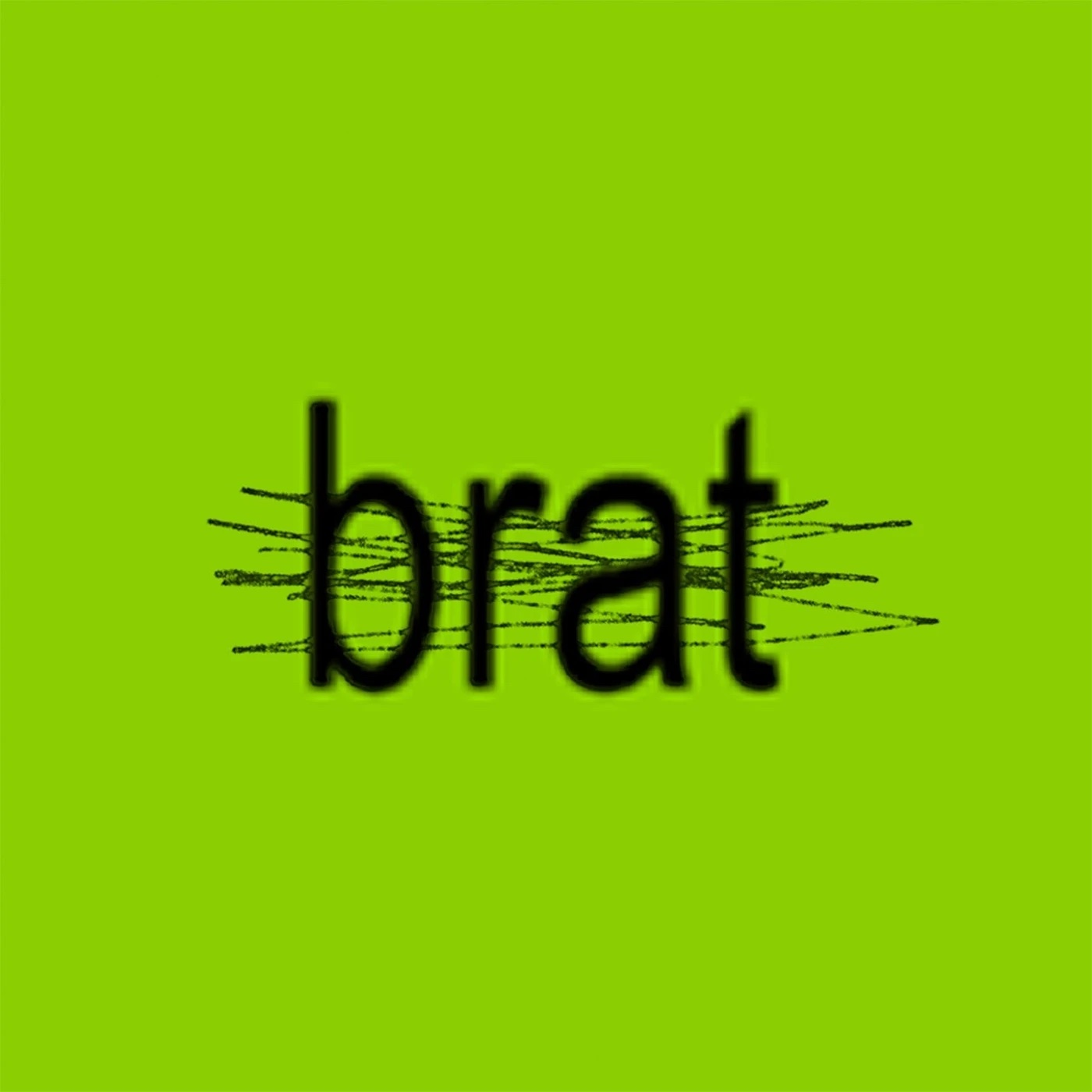
Okładka Brat, kwiecień 2025

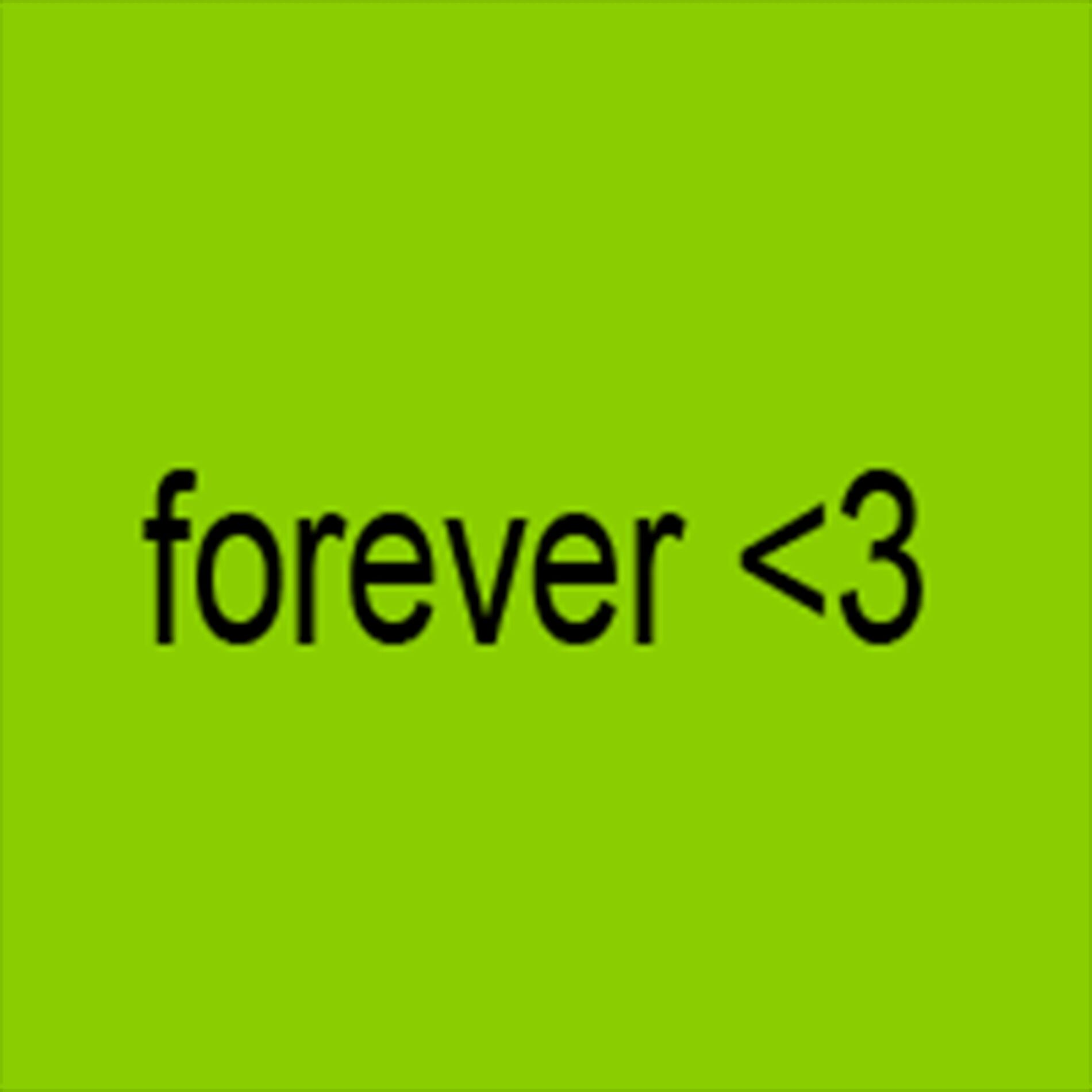
Okładka Brat, 7 czerwca 2025

Podczas występu na festiwalu Coachella 19 kwietnia 2025 roku Charli XCX wykonała szereg hitów z albumu Brat, takich jak „365”, „360”, „Girl, So Confusing”, „Guess”, „Von Dutch”, „Apple”. W trakcie występu potwierdziła koniec ery „Brat Summer” i ujawniła,  komu chciałaby przekazać stery „Brat Summer” w 2025 roku wywołując nazwiska takich artystów jak: Lorde, Addison Rae, PinkPantheress, Haim, Pulp, Aidan Zamari, Yung Lean, Ethel Cain, David Cronenberg, Kali Uchis, Perfume Genius, Sean Price Williams, Rosalía i Ari Aster. Zapowiedziom tym towarzyszyła nowa forma okładki albumu z przekreślonym słowem „brat” i brązową, przypominająca rozkład teksturą, prawdopodobnie sugerującą rozpad „Brat Summer”. Finn Keane, jeden z producentów albumu, zasugerował, że zapowiada się coś całkiem jak „anty-Brat”: „W niej [Charli XCX] jest pragnienie, aby znowu zrobić coś zupełnie przeciwnego, co jest bardzo zgodne z jej etosem”. Artystka jeszcze marcu na TikToku, omawiając zmianę okładek albumów, powiedziała: „Wszystko, co zrobiłam, nawet najmniejsza rzecz, miało jakiś powód. Wszystko, co robię, ma jakiś cel. Więc kiedy to [zmiana okładek albumów] nastąpi, będzie miało jakiś powód”.
7 czerwca 2025 roku, dla uczczenia pierwszej rocznicy wydania albumu Charli XCX zmieniła jego okładkę zamieszczając na niej zamiast tytułu napis „forever <3”. „To szaleństwo, że minął już rok” – skomentowała ten fakt na swojej stronie na Instagramie.

### Muzyka i teksty
Brat do pewnego stopnia czerpie inspirację z muzyki tanecznej późnych lat 90. i wczesnych 2000. Niektóre z utworów przypominają (zdaniem Shaada D'Souzy z magazynu The Face) kompilacje The Annual Ministry of Sound oraz album Loud Rihanny z 2010 roku, zaś teksty są dwuznaczne i zuchwałe, ale jednocześnie czułe i chwytające za serce. Sama Charli opisuje Brat jako swoją „najbardziej agresywną i konfrontacyjną płytę”, ale także najbardziej wrażliwą, od strony muzycznej najbliższą jej płycie Pop 2. Artystka pisze z otwartością o sobie, swoich przyjaciołach i, czasami, o rywalach. Dużo miejsca poświęca swoim stosunkom z poznanym w 2020 roku George’em Danielem, który był współproducentem wielu jej utworów.
Album rozpoczyna piosenka „360”, która opowiada o dokonywaniu własnych, mocnych wyborów i poczuciu gustu podczas ich realizacji. Utwór pomaga również przypomnieć słuchaczom artystki, że są ekscytujący pod każdym względem i zawsze są w centrum uwagi, bez względu na wszystko. Album Charli XCX zamyka piosenką „365”, opartą na tym samym rytmie i melodii co „360” i podążającą za podobnym klimatem świateł reflektorów, życia imprezą i bycia w centrum uwagi. 
Album jest bardzo zmienny w nastroju, momentami euforyczny, jego teksty mówią zarówno o wzlotach jak i o upadkach, niepewności i zwątpieniach, których przykładem jest „Club Classics”. Piosenka „So I” została dedykowana zmarłej w 2021 roku Sophie, jednej ze współpracownic i przyjaciółek Charli XCX. Utwór jest szczery, wzruszający i wypełniony poczuciem winy. Z kolei „I Think About It All The Time” odzwierciedla rozterkę, której doświadczają artyści, łączący karierę zawodową z założeniem rodziny. Z utworu emanuje autentyczny strach artystki przed utratą możliwości bycia rodzicem, ale także obawa o wpływ, jaki rodzicielstwo wywrzeć na jej wolność.
Piosenka „Apple” dotyczy, według Charli XCX, jej relacji z rodzicami. Jak stwierdziła w wywiadzie udzielonym w czerwcu 2024 roku w podcaście Las Culturistas: „Chciałam napisać piosenkę o moich trudnych relacjach z mamą i tatą, którą jest „Apple”. Chociaż przedstawiła swoje relacje z rodzicami jako „trochę kłopotliwe”, ci bardzo wspierali jej karierę muzyczną, nawet uczestnicząc z nią w rave’ach, kiedy dopiero stawiała pierwsze kroki jako nastoletnia piosenkarka, zauważona później na MySpace.

### Lista utworów
| Brat | Brat                            | Brat                                                                                        | Brat                                                                                                  | Brat    |
| Nr   | Tytuł utworu                    | Autorzy                                                                                     | Produkcja                                                                                             | Długość |
| ---- | ------------------------------- | ------------------------------------------------------------------------------------------- | --- | ------- |
| 1.   | „360”                           | Alexander Guy Cook, Blake Slatkin, Charlotte Aitchison, Finn Keane, Henry Walter, Omer Fedi | A.G. Cook, Cirkut, produkcja dodatkowa: Finn Keane                                                    | 2:13    |
| 2.   | „Club Classics”                 | Charlotte Aitchison, George Daniel                                                          | George Daniel, produkcja dodatkowa: A.G. Cook                                                         | 2:33    |
| 3.   | „Sympathy Is a Knife”           | Charlotte Aitchison, Finn Keane, Jonathan Christopher Shave                                 | Charli XCX, Finn Keane                                                                                | 2:31    |
| 4.   | „I Might Say Something Stupid”  | Charlotte Aitchison, Mike Lévy                                                              | Gesaffelstein                                                                                         | 1:49    |
| 5.   | „Talk Talk”                     | Alexander Guy Cook, Charlotte Aitchison, Ross Matthew Birchard                              | Hudson Mohawke, produkcja dodatkowa: A.G. Cook                                                        | 2:41    |
| 6.   | „Von Dutch”                     | Charlotte Aitchison, Finn Keane                                                             | Finn Keane                                                                                            | 2:44    |
| 7.   | „Everything Is Romantic”        | Charlotte Aitchison, Pablo Díaz-Reixa                                                       | A.G. Cook, Charli XCX, El Guincho, produkcja dodatkowa: Jae Deal, Jasper Harris, Marlonwiththeglasses | 3:23    |
| 8.   | „Rewind”                        | Alexander Guy Cook, Charlotte Aitchison, Henry Walter                                       | A.G. Cook, Cirkut                                                                                     | 2:48    |
| 9.   | „So I”                          | Charlotte Aitchison, Finn Keane, Jonathan Christopher Shave                                 | A.G. Cook, Jon Shave                                                                                  | 3:31    |
| 10.  | „Girl, So Confusing”            | Alexander Guy Cook, Charlotte Aitchison                                                     | A.G. Cook                                                                                             | 2:54    |
| 11.  | „Apple”                         | Charlotte Aitchison, George Daniel, Linus Wiklund, Noonie Bao                               | A.G. Cook, Charli XCX, George Daniel, Linus Wiklund                                                   | 2:31    |
| 12.  | „B2B”                           | Charlotte Aitchison, Mike Lévy                                                              | A G. Cook, Gesaffelstein, Omer Fedi                                                                   | 2:58    |
| 13.  | „Mean Girls”                    | Alexander Guy Cook, Charlotte Aitchison, Ross Matthew Birchard                              | A.G. Cook, Hudson Mohawke                                                                             | 3:09    |
| 14.  | „I Think About It All the Time” | Alexander Guy Cook, Charlotte Aitchison, Finn Keane, Jonathan Christopher Shave             | A.G. Cook, Finn Keane                                                                                 | 2:15    |
| 15.  | „365”                           | Alexander Guy Cook, Charlotte Aitchison                                                     | A.G. Cook, Cirkut                                                                                     | 3:23    |
|      |                                 |                                                                                             | | 41:23   |

| Brat and It's the Same but There's Three More Songs So It's Not | Brat and It's the Same but There's Three More Songs So It's Not | Brat and It's the Same but There's Three More Songs So It's Not | Brat and It's the Same but There's Three More Songs So It's Not | Brat and It's the Same but There's Three More Songs So It's Not |
| Nr                                                              | Tytuł utworu                                                    | Autorzy                                                         | Produkcja                                                       | Długość                                                         |
| --------------------------------------------------------------- | --------------------------------------------------------------- | --------------------------------------------------------------- | --------------------------------------------------------------- | --------------------------------------------------------------- |
| 1.                                                              | „Hello Goodbye”                                                 | Alexander Guy Cook, Charlotte Aitchison                         | A.G. Cook                                                       | 3:39                                                            |
| 2.                                                              | „Guess”                                                         | Charlotte Aitchison, Dylan Brady, Harrison Patrick Smith        | The Dare                                                        | 2:22                                                            |
| 3.                                                              | „Spring Breakers”                                               | Alexander Guy Cook, Charlotte Aitchison, Finn Keane, Jon Shave  | A G. Cook, Finn Keane, Jon Shave                                | 2:23                                                            |
|                                                                 |                                                                 |                                                                 |                                                                 | 8:24                                                            |

| Brat (edycja japońska) | Brat (edycja japońska)          | Brat (edycja japońska) | Brat (edycja japońska)                  | Brat (edycja japońska) |
| Nr                     | Tytuł utworu                    | Autorzy | Produkcja                               | Długość                |
| ---------------------- | ------------------------------- | --- | --------------------------------------- | ---------------------- |
| 1.                     | „"Talk Talk" (ft. Troye Sivan)” | Alexander Guy Cook, Charlotte Aitchison, Ross Matthew Birchard, Troye Sivan Mellet, Brett Leland McLaughlin, Kaelyn Behr, Kevin Hickey, Adam Novodor | A.G. Cook, Zhone, Novodor, Styalz Fuego | 2:53                   |
|                        |                                 | |                                         | 2:53                   |

- wokalny inżynier dźwięku/produkcja i miksowanie – Bart Shoudel (utwory: 4, 12)
- wokalni inżynierowie dźwięku – A.G. Cook (utwory: 5, 9, 10, 13–15), Cirkut (utwory: 1, 8), Finn Keane (utwory: 3, 14), George Daniel (utwory: 2, 11), Hudson Mohawke (utwór 13), Jon Shave (utwory: 3, 9)
- miksowanie – Geoff Swan (utwory: 7, 9, 11, 14, 15), Gesaffelstein (utwory: 4, 12), Manny Marroquin (utwory: 1, 8), Tom Norris (utwory: 2, 3, 5, 6, 10, 13)
- asystent miksowania – Matt Cahill (5) (utwory: 7, 9, 11, 14, 15)
- producenci wykonawczy – A.G. Cook, Charli XCX
- design, layout – Charli XCX, Imogene Strauss, Special Offer, Inc.
- mastering – Idania Valencia (utwory: 1–5, 7–15), Randy Merrill

Do albumu dołączono 16-stronicową książeczkę.

## Odbiór

### Krytyczny
| Oceny łączne         | Oceny łączne |
| Publikacja           | Ocena        |
| -------------------- | ------------ |
| Album of the Year    | 90/100       |
| AnyDecentMusic?      | 8.7/10       |
| Metacritic           | 95/100       |
| Recenzje             |              |
| Publikacja           | Ocena        |
| The A.V. Club        | A            |
| AllMusic             | [ 39 ]       |
| The Arts Desk        | [ 40 ]       |
| Beats Per Minute     | 83%          |
| Clash                | 9/10         |
| DIY                  | [ 43 ]       |
| Dork                 | 5/5          |
| Exclaim!             | 9/10         |
| The Forty-Five       | [ 46 ]       |
| The Guardian         | [ 47 ]       |
| laut.de              | [ 48 ]       |
| The Line of Best Fit | 9/10         |
| musicOMH             | [ 29 ]       |
| The Needle Drop      | [ 50 ]       |
| NME                  | [ 51 ]       |
| No Ripcord           | 9/10         |
| Paste                | 9.0/10       |
| Pitchfork            | 8.6/10       |
| PopMatters           | 10/10        |
| Rolling Stone        | [ 56 ]       |
| The Skinny           | [ 57 ]       |
| Sputnikmusic         | 5.0/5        |
| Still Listening      | 95/100       |
| The Telegraph        | [ 60 ]       |

Brat otrzymał ogólnie pozytywne opinie krytyków muzycznych . Na Metacritic album otrzymał średnią ocenę 95/100 na podstawie 25 recenzji, na Album of the Year 90/100 na podstawie 30 recenzji i na AnyDecentMusic? 8.7/10 na podstawie 28 recenzji.
11 magazynów muzycznych i działów muzycznych gazet (The A.V. Club, DIY, Dork, The Guardian, laut.de, musicOMH, The Needle Drop, PopMatters, The Skinny, Sputnikmusic i The Telegraph) dało albumowi maksymalne noty.
Laura Snapes z dziennika The Guardian zauważa, że Charli XCX „zamieniła swoich awangardowych współpracowników na autorów piosenek z najwyższej półki (George Daniel, A.G. Cook, Easyfun, Hudson Mohawke i Gesaffelstein), opanowała zgrabne choreografie i umiejętnie wstawiła stare taneczne bangery. To zadziałało, stając się jej jak dotąd najbardziej udanym albumem”. „Brat, jej znakomity szósty album, to oczyszczacz podniebienia, choć smakuje jak papierosy, wódka i chemiczne dopalacze”. Podobnie wysoko ocenił album również Sam Shepherd z musicOMH: „Brat to pean na cześć kultury tanecznej oraz własnej historii i wpływów Charli. Ale co najważniejsze, jest to prawdopodobnie najbardziej szczere i bezpośrednie dzieło tej skomplikowanej artystki do tej pory”. Zbliżoną opinię wyraziła Poppie Platt z dziennika The Telegraph: „Brat to odważna, szczera refleksja na temat tego, jak straszne może być ciągłe bycie „fajną dziewczyną”, tą, która śmieje się z porażki lub udaje, że nie obchodzi ją, co myślą krytycy (...). Charli stworzyła doskonały popowy album (z pomocą najbardziej pożądanego producenta w branży, A.G. Cooka.)”.
Zdaniem Anthony’ego Fantano, prowadzącego autorski kanał recenzencki na YouTube Charlie XCX „stała się jedną z najbardziej kreatywnych, wyjątkowych i pionierskich potęg w dzisiejszej muzyce pop”, a jej album – „jednym z najbardziej oczekiwanych przeze mnie albumów roku”. W ocenie autora muzyka Charlie XCX od połowy drugiej dekady lat 2000. „naprawdę zaczęła przesuwać granice, przekraczając granice kreatywności” we współpracy z autorami i producentami ze wschodzącej wytwórni PC Music, takimi jak Easy Fun czy A.G. Cook oraz z nieżyjącą już Sophie, Zwraca uwagę zwłaszcza na „twórczą chemię” Charlie XCX z A.G. Cookiem i Sophie, która pozwoliła jej „na więcej eksperymentów i dojrzałość jako autorce piosenek, dając jej swobodę tworzenia zarówno zwariowanych hitów, jak i eleganckich, potężnych hymnów”. Brat dowodzi, że Charlie XCX „naprawdę jest pokoleniową artystką popową”. Na znaczenie współpracy Charlie XCX z A.G. Cookiem i Easyfunem (a także Gesaffelsteinem i George’em Danielem) zwraca również uwagę Heather Phares z AllMusic, akcentując szczególnie wpływ Sophie, której „duch jest wszędzie na Brat”, a zwłaszcza w piosenkach „Club Classics” i „So I”. Ocenia, że „kiedy XCX zagłębia się w zawiłości relacji z kobietami, Brat lśni szczególnie jasno” i „przynosi najbardziej wciągającą i dojrzałą muzykę”.
Według Rachael Pimblett ze Still Listening BRAT „jest przerażająco uzależniający i pewny siebie, ponieważ Charli porusza się fachowo poprzez zaskakująco intymny liryzm i nieodparte numery taneczne, aby przekazać zniuansowany obraz współczesnej kobiecości”.
„Brat to kolejny poziom Charli XCX, cud i natychmiastowy klasyk. To rodzaj albumu, który sprawia, że czujesz się szczęśliwy, że żyjesz w tym samym czasie co on” – przekonuje Nick Malone z magazynu PopMatters. 
Lucas Martins z Beats Per Minute jest zdania, że Brat to płyta „naprawdę gotowa na parkiet” i „naprawdę osobista”, dzięki której Charli XCX „dodaje kolejny klejnot do swojej korony”. W podsumowaniu autor wyraża nadzieję, że „ci, którzy słuchają, z pewnością rozpoznają ten album jako genialny projekt”. Według Mirco Leiera z laut.de styl pisania Charli XCX „nigdy wcześniej nie był tak prosty i bezpośredni, ale też nigdy nie był tak szczery”. Autor „nie ma wątpliwości, że Charli dotarła dokładnie tam, gdzie zawsze było jej miejsce: na sam szczyt”. W jego ocenie jest „najlepszą piosenkarką pop swojego pokolenia”.
Ben Tipple z magazynu DIY ocenia, że Brat „rozwija się jako nieomylna reprezentacja samego rdzenia i ekscytująca oda do wielu aspektów kultury klubowej, które ukształtowały podwaliny tego wszystkiego, czym Charli XCX stała się przez większą część dwóch dekad”. Podsumowując zastanawia się: „czy Brat ostatecznie wprowadzi Charli XCX do najwyższej ligi głównego nurtu popu, to jeszcze się okaże, ale absolutnie gwarantuje najlepszą noc w twoim życiu”.
Zdaniem Meaghan Garvey z Pitchforka Charli XCX „Wraz ze swoim szóstym albumem wykracza poza wszelkie narracje i dostarcza hit. BRAT jest imponujący i chłodny, zniuansowany i wrażliwy, i jest jednym z najlepszych popowych albumów roku. Bartek Chaciński z tygodnika Polityka uważa, że Brat Charli XCX to „zdecydowanie najlepsza [płyta], jaką nagrała ta artystka”.

### Komercyjny
W Wielkiej Brytanii, Brat zadebiutował na 2. miejscu listy UK Albums Chart, z 27 234 sprzedanymi egzemplarzami albumu.
W Stanach Zjednoczonych stał się jej najwyżej notowanym tytułem na liście Billboard 200, wchodząc na pozycję nr 3 i notując 82 000 równoważnych jednostek albumu w pierwszym tygodniu, według Luminate. W kolejnych miesiącach Internet nazwał sezon „Brat Summer”, ponieważ Charli stała się jeszcze bardziej wszechobecna, a jej album zaczął zmieniać formę.
Do 1 marca 2025 roku zanotował 2,2 miliarda streamów na całym świecie i został sprzedany w liczbie 341 661 egzemplarzy (według Official Charts Company).

### Listy
| Kraj              | Lista                       | Pozycja |
| ----------------- | --------------------------- | ------- |
| Australia         | Australian Charts           | 1       |
| Austria           | Austrian Charts             | 5       |
| Belgia            | Ultratop (Flandria)         | 3       |
| Belgia            | Ultratop (Walonia)          | 6       |
| Chorwacja         | Toplista                    | 1       |
| Dania             | Danish Charts               | 8       |
| Finlandia         | Suomen virallinen lista     | 11      |
| Francja           | Les Charts                  | 15      |
| Grecja            | IFPI Greece                 | 26      |
| Hiszpania         | Spanish Charts              | 2       |
| Holandia          | Dutch Album Top 100         | 4       |
| Irlandia          | Irish Albums Chart          | 1       |
| Japonia           | Download Albums             | 50      |
| Japonia           | Top Albums Sales            | 42      |
| Kanada            | Billboard Canadian Albums   | 2       |
| Litwa             | Albumų Top 100              | 7       |
| Niemcy            | Offizielle Deutsche Charts  | 5       |
| Norwegia          | Norwegian Charts            | 9       |
| Nowa Zelandia     | Official Top 40 Albums      | 1       |
| Polska            | Oficjalna Lista Sprzedaży   | 10      |
| Portugalia        | Portuguese Charts           | 5       |
| Stany Zjednoczone | Billboard 200               | 3       |
| Stany Zjednoczone | Top Dance/Electronic Albums | 1       |
| Stany Zjednoczone | Top Album Sales             | 2       |
| Stany Zjednoczone | Vinyl Albums                | 1       |
| Szkocja           | Scottish Albums Chart       | 2       |
| Szwajcaria        | Schweizer Hitparade         | 7       |
| Szwecja           | Sverigetopplistan           | 12      |
| Węgry             | Album Top 40 slágerlista    | 11      |
| Wielka Brytania   | UK Albums Chart             | 1       |
| Wielka Brytania   | UK Dance Albums Chart       | 1       |
| Wielka Brytania   | UK Vinyl Albums Chart       | 1       |
| Włochy            | Classifica settimanale      | 15      |

| Kraj              | Lista                          | Pozycja |
| ----------------- | ------------------------------ | ------- |
| Australia         | Top 100 Albums                 | 18      |
| Australia         | Top 50 Dance Albums            | 1       |
| Austria           | Austrian Charts                | 43      |
| Belgia            | Ultratop (Flandria)            | 36      |
| Belgia            | Ultratop (Walonia)             | 151     |
| Dania             | Album Top-100                  | 75      |
| Francja           | Top albums                     | 101     |
| Holandia          | Album 2024                     | 41      |
| Islandia          | Tónlistinn                     | 93      |
| Kanada            | Billboard Canadian Albums      | 57      |
| Niemcy            | Top 100 Album-Jahrescharts     | 72      |
| Nowa Zelandia     | Top 50 Albums                  | 18      |
| Polska            | Oficjalna Lista Sprzedaży      | 91      |
| Stany Zjednoczone | Billboard 200                  | 65      |
| Stany Zjednoczone | Top Dance/Electronic Albums    | 1       |
| Szwajcaria        | Schweizer Jahreshitparade 2024 | 59      |
| Węgry             | Album Top 100                  | 76      |
| Wielka Brytania   | End of Year Albums Chart       | 8       |

### Klasyfikacje
| Miejsce | Lista                               | Publikacja              | Źródło  |
| ------- | ----------------------------------- | ----------------------- | ------- |
| 1       | Best Albums Of 2024                 | AnyDecentMusic?         | [ 115 ] |
| 1       | The 50 Best Albums of 2024          | Billboard               | [ 116 ] |
| 1       | 50 Best Albums of 2024              | Consequence             | [ 117 ] |
| 1       | Albums of the Year 2024             | DIY                     | [ 118 ] |
| 1       | Albums of the Year 2024             | Dork                    | [ 119 ] |
| 1       | Best 50 Albums of 2024              | Earmilk                 | [ 120 ] |
| 1       | The 10 best albums of 2024          | Entertainment Weekly    | [ 121 ] |
| 1       | The best albums of 2024             | The Forty-Five          | [ 122 ] |
| 1       | The 40 best albums of 2024          | The Guardian            | [ 123 ] |
| 1       | Best Music and Albums for 2024      | Metacritic              | [ 124 ] |
| 1       | Top 50 Albums Of 2024               | musicOMH                | [ 125 ] |
| 1       | Top 50 Albums of 2024               | The Needle Drop         | [ 126 ] |
| 1       | The 50 Best Albums of 2024          | NME                     | [ 127 ] |
| 1       | Best Albums of 2024                 | The New York Times      | [ 128 ] |
| 1       | Eindlijst 2024: de 20 beste albums  | OOR                     | [ 129 ] |
| 1       | The 80 Best Albums of 2024          | PopMatters              | [ 130 ] |
| 1       | The Ringer’s 30 Best Albums of 2024 | The Ringer              | [ 131 ] |
| 1       | The 100 Best Albums of 2024         | Rolling Stone           | [ 132 ] |
| 1       | Albums of 2024                      | The Skinny              | [ 133 ] |
| 1       | The 50 Best Albums of 2024          | Slant Magazine          | [ 134 ] |
| 1       | Top 50 Albums of 2024               | Sputnikmusic            | [ 135 ] |
| 1       | The 50 Best Albums Of 2024          | Stereogum               | [ 136 ] |
| 1       | The 10 best albums of 2024          | The Telegraph           | [ 137 ] |
| 1       | Best Albums of 2024                 | The Washington Post     | [ 138 ] |
| 2       | The 25 best albums of 2024          | The A.V. Club           | [ 139 ] |
| 2       | Top 50 Albums of 2024               | Beats Per Minute        | [ 140 ] |
| 2       | The best albums of 2024             | Business Insider        | [ 141 ] |
| 2       | The 20 best albums of 2024          | Dazed                   | [ 142 ] |
| 2       | 50 Best Albums of 2024              | Exclaim!                | [ 143 ] |
| 2       | The best albums of 2024             | The Independent         | [ 144 ] |
| 2       | Albums of the Year 2024             | Loud And Quiet          | [ 145 ] |
| 2       | The 50 Best Albums of 2024          | No Ripcord              | [ 146 ] |
| 2       | Top 10 Albums of 2024               | People                  | [ 147 ] |
| 2       | 50 Best Albums of 2024              | Pitchfork               | [ 148 ] |
| 2       | The 25 best albums of 2024          | The Sunday Times        | [ 149 ] |
| 2       | The 50 Best Albums of 2024          | Treble                  | [ 150 ] |
| 3       | Top 50 Albums of 2024               | BrooklynVegan           | [ 151 ] |
| 3       | Albums Of The Year 2024             | Clash                   | [ 152 ] |
| 3       | 50 Best Albums of 2024              | Hot Press               | [ 153 ] |
| 3       | The Best Records of 2024            | Resident Advisor        | [ 154 ] |
| 3       | The best albums of 2024             | Time Out                | [ 155 ] |
| 4       | The Top 50 Albums of 2024           | Crack Magazine          | [ 156 ] |
| 5       | The Highest Rated Albums of 2024    | Album of the Year       | [ 157 ] |
| 5       | The Best Albums of 2024             | FLOOD Magazine          | [ 158 ] |
| 6       | Albums of the Year for 2024         | God Is in the TV        | [ 159 ] |
| 6       | The 100 Best Albums of 2024         | Paste                   | [ 160 ] |
| 8       | The Best Albums of the Year 2024    | The Line of Best Fit    | [ 161 ] |
| 8       | The Official biggest albums of 2024 | Official Charts Company | [ 162 ] |
| 9       | Albums of 2024                      | Gorilla vs. Bear        | [ 163 ] |
| 9       | The 20 Best Albums of 2024          | Los Angeles Times       | [ 164 ] |
| 12      | Top 20 Albums of 2024               | Spectrum Culture        | [ 165 ] |
| 12      | Top 100 Albums of 2024              | Under the Radar         | [ 166 ] |
| 14      | The 50 Best Albums of 2024          | Albumism                | [ 167 ] |
| 15      | The Best Albums Of 2024             | The Quietus             | [ 168 ] |
| 16      | The 50 Best Albums of 2024          | Complex                 | [ 169 ] |
| 17      | Best Albums of 2024                 | Northern Transmission   | [ 170 ] |
| 20      | The 30 Best Albums of 2024          | KCRW                    | [ 171 ] |
| 21      | 50 favourite records of 2024        | The Vinyl Factory       | [ 172 ] |
| 29      | Records of the Year 2024            | The Wire                | [ 173 ] |
| 59      | Best Albums of 2024                 | Uncut                   | [ 174 ] |

#### Wyróżnienia bez podanego miejsca
- Best of 2024 AllMusic[175]
- 50 best albums of 2024 Alternative Press[176]
- Top Albums of 2024 Associated Press[177]
- The 10 Best Albums of 2024 The Atlantic[178]
- 2024 Albums of the Year Atwood Magazine[179]
- Top Albums of 2024 DJ Magazine[180]
- The best albums of 2024 The Economist[181]
- Ten best albums of 2024 Evening Standard[182]
- 10 Best Music Projects of 2024 Hypebeast[183]
- 50 Best Albums of 2024 NPR[184]
- 24 best albums of 2024 Rolling Stone UK[185]
- 10 Best Albums The Sydney Morning Herald[186]
- The Best Albums Of 2024 Uproxx[187]
- 36 Best Albums of 2024 Vogue[188]

#### Klasyfikacje dekadowe
| Miejsce | Lista                                              | Publikacja      | Źródło  |
| ------- | -------------------------------------------------- | --------------- | ------- |
| 5       | The 100 Best Albums of the 2020s So Far            | Treble          | [ 189 ] |
| 7       | The 100 Best Albums of the 2020s So Far            | Pitchfork       | [ 190 ] |
| 15      | The 100 Best Albums of the 2020s So Far            | Paste           | [ 191 ] |
| 35      | The 250 Greatest Albums of the 21st Century So Far | Rolling Stone   | [ 192 ] |
| –       | Best Albums of the 2020s So Far                    | The Needle Drop | [ 193 ] |

### Nagrody
| Rok  | Nagroda                | Kategoria                         | Werdykt   | Źródło        |
| ---- | ---------------------- | --------------------------------- | --------- | ------------- |
| 2024 | Mercury Prize          | Album of the Year                 | Nominacja | [ 5 ]         |
| 2024 | ARIA Music Awards      | Most Popular International Artist | Nominacja | [ 194 ]       |
| 2024 | Danish Music Awards    | Årets internationale album        | Wygrana   | [ 195 ]       |
| 2024 | Billboard Music Awards | Top Dance/Electronic Album        | Wygrana   | [ 196 ]       |
| 2025 | Nagroda Grammy         | Album roku                        | Nominacja | [ 6 ]         |
| 2025 | Nagroda Grammy         | Best Dance/Electronic Album       | Wygrana   | [ 6 ]         |
| 2025 | Nagroda Grammy         | Best Recording Package            | Wygrana   | [ 6 ]         |
| 2025 | Brit Awards            |                                   |           |               |
| 2025 | Album of the Year      | Wygrana                           | [ 197 ]   |               |
| 2025 | Artist of the Year     | Wygrana                           | [ 197 ]   |               |
| 2025 | Song of the Year       | Wygrana                           | [ 197 ]   |               |
| 2025 | Best Dance Act         | Wygrana                           | [ 197 ]   |               |
| 2025 | Ivor Novello Awards    | Best album                        | Nominacja | [ 198 ]       |
| 2025 | American Music Awards  | Album of the Year                 | Nominacja | [ 199 ]       |
| 2025 | American Music Awards  | Favorite Pop Album                | Nominacja | [ 199 ]       |
| 2025 | Gold Derby Music Award | Album of the Year                 | Wygrana   | [ 200 ] [ c ] |
| 2025 | Gold Derby Music Award | Best Pop Album                    | Nominacja | [ 200 ] [ c ] |
| 2025 | CD Shop Awards         | 洋楽賞 Nagroda Muzyki Zachodniej  | Wygrana   | [ 201 ]       |

### Certyfikaty sprzedaży
| Kraj            | Organizacja  | Certyfikat      |
| --------------- | ------------ | --------------- |
| Australia       | ARIA         | złota płyta     |
| Francja         | SNEP         | złota płyta     |
| Hiszpania       | PROMUSICAE   | złota płyta     |
| Kanada          | Music Canada | platynowa płyta |
| Nowa Zelandia   | RMNZ         | platynowa płyta |
| Polska          | ZPAV         | złota płyta     |
| Portugalia      | AFP          | złota płyta     |
| Wielka Brytania | BPI          | platynowa płyta |

## Wpływy
Wpływ szóstego albumu studyjnego Charli XCX i jego oddźwięk wśród ludzi na całym świecie doprowadził do tego, że „Brat” został nazwany przez wydawcę słownika Collinsa Słowem Roku, „na nowo zdefiniowanym” w 2024 roku. Collins ogłosił to wyróżnienie na swojej oficjalnej stronie internetowej podając oficjalną definicję tego słowa: „Brat (bræt) – przymiotnik charakteryzujący się pewną siebie, niezależną i hedonistyczną postawą” i zestawiając ją z wcześniejszym opisem: „Jeśli nazywasz kogoś, zwłaszcza dziecko, bachorem (brat), masz na myśli, że zachowuje się źle lub cię denerwuje”.